# Семчук, Григорий Михайлович
Григорий Михайлович Семчук (род. 25 июля 1948, г. Гомель, Беларусь) — заместитель Министра регионального развития, строительства и жилищно-коммунального хозяйства Украины — руководитель аппарата с 25 марта 2014.

## Образование
Украинский институт инженеров водного хозяйства, специальность: инженер-строитель (1972).
Кандидат технических наук, доцент.

## Трудовая деятельность
В 1966–1967 гг. — слесарь транспортной экспедиционной конторы Ровенского облпотребсовета.
В 1967–1968 гг. — тренер областного совета «Динамо», г. Ровно.
В 1972–1973 гг. — инженер, старший инженер производственно-технического отдела ПМК-572 треста «Ровносельстрой» Минсельстроя, г. Ровно.
В 1973 гг. — прораб треста «Ровносельстрой», г. Ровно.
В 1973–1974 гг. — служба в рядах Советской Армии.
В 1974–1975 гг. — прораб, старший прораб строительного управления «Промстрой» треста «Нефтегазстрой» Минпромстроя, г. Ивано-Франковск.
В 1975–1980 гг. — инструктор, заместитель заведующего, заведующий промышленно-транспортным отделом Ивано-Франковского городского комитета Компартии Украины, г. Ивано-Франковск.
В 1980–1981 гг — заведующий отделом строительства и городского хозяйства Ивано-Франковского городского комитета Компартии Украины, г. Ивано-Франковск.
В 1981–1985 гг. — первый заместитель председателя Ивано-Франковского горисполкома.
В 1985–1990 гг. — начальник Управления жилищно-коммунального хозяйства Ивано-Франковского облисполкома.
В 1990–1995 гг. — начальник Управления инвестиций, ремонтно-строительных и дорожных работ Госжилкоммунхоза Украины, член коллегии Комитета, г. Киев.
В 1995 гг. — заместитель Председателя Госжилкоммунхоза Украины, г. Киев.
В 1995–1997 гг. — первый заместитель Председателя Госжилкоммунхоза Украины, г. Киев.
В 1997–2002 гг. — заместитель Председателя Госстроя Украины, г. Киев.
В 2002–2005 гг. — Председатель Государственного комитета Украины по вопросам жилищно-коммунального хозяйства, г. Киев.
В 2005 гг. — первый заместитель Председателя Государственного комитета Украины по вопросам жилищно-коммунального хозяйства, г. Киев.
В 2005–2007 гг. — заместитель Министра строительства, архитектуры и жилищно-коммунального хозяйства Украины, г. Киев.
В 2007 гг. — заместитель Министра по вопросам жилищно-коммунального хозяйства Украины, г. Киев.
В 2007 гг. — первый заместитель Министра по вопросам жилищно-коммунального хозяйства Украины, г. Киев.
В 2009–2010 гг. — президент ассоциации «Питьевая вода Украины», г. Киев.
В 2010 гг. — президент Украинской ассоциации предприятий водопроводно-канализационного хозяйства «Укрводоканалэкология», г. Киев.
2010 гг. — первый заместитель Министра по вопросам жилищно-коммунального хозяйства Украины, г. Киев.
В 2010–2011 гг. — заместитель Министра регионального развития, строительства и жилищно-коммунального хозяйства Украины.
В 2011–2013 гг. — заместитель Министра регионального развития, строительства и жилищно-коммунального хозяйства Украины — руководитель аппарата.
В 2013–2014 гг. — первый заместитель Министра регионального развития, строительства и жилищно-коммунального хозяйства Украины.

## Награды, почетные звания
- Почётная грамота Президиума Верховного Совета УССР (1988);
- Заслуженный работник сферы услуг Украины (1997);
- Государственная премия Украины в области науки и техники (2004);
- орден «За заслуги» III степени (2013);
- нагрудный знак Минрегиона «Знак почёта» (2013).